# Inquisitor rubens
Inquisitor rubens is een slakkensoort uit de familie van de Pseudomelatomidae. De wetenschappelijke naam van de soort is voor het eerst geldig gepubliceerd in 1998 door Morassi.